# Willisham
Willisham är en by och en civil parish i Mid Suffolk i Suffolk i England. Orten har 268 invånare (2001). Den har en kyrka.